# 대한민국 민법 제263조
대한민국 민법 제263조는 공유지분의 처분과 공유물의 사용, 수익에 대한 민법 물권법 조문이다.

## 조문
제263조(공유지분의 처분과 공유물의 사용, 수익) 공유자는 그 지분을 처분할 수 있고 공유물 전부를 지분의 비율로 사용, 수익할 수 있다.

第263條(共有持分의 處分과 共有物의 使用, 收益) 共有者는 그 持分을 處分할 수 있고 共有物 全部를 持分의 比率로 使用, 收益할 수 있다.

## 참고 문헌
- 오석락. "지분권(持分權)을 시효취득하게 된 자(者)가 소유자와의 협의없이 한 사용수익의 효력 - 민사(대법원 1978.5.23 선고 77다 1157 판결 - 참조조문 : 민법 제263조 제265조)." 사법행정 20.2 (1979): 60-63.
- 오현수, 일본민법, 진원사, 2014. ISBN 978-89-6346-345-2
- 오세경, 대법전, 법전출판사, 2014 ISBN 978-89-262-1027-7
- 이준현, LOGOS 민법 조문판례집, 미래가치, 2015. ISBN 979-1-155-02086-9

## 같이 보기
- 공유